# 池强
池强（1952年8月—），河北石家庄人，中华人民共和国法官、检察官、政治人物。

## 生平
1969年2月参军服役，1971年3月加入中国共产党，1974年起在北京铁路分局工作。1981年4月，任全国铁路运输检察院办公室秘书科秘书、研究室副主任。1985年10月，任全国铁路运输检察院北京分院副检察长。1986年8月，任全国铁路运输检察院法纪检察处处长。1986年11月，任全国铁路运输检察院北京分院副检察长。1982年到1987年，在中国人民大学函授学院中文专业学习。1989年7月，任中共北京铁路分局党委政法委副书记、政法办公室主任。1993年起，任北京铁路运输中级法院副院长、党组副书记；代理院长、党组书记；院长、党组书记。1995年到1997年，在中共中央党校函授学院政法专业学习。
2000年4月，任北京市高級人民法院副院长、党组成员。1999年到2002年，在中共中央党校在职研究生班法律专业学习。2002年12月，任北京市高级人民法院副院长、党组副书记（正厅级）。2003年9月，任北京市第一中级人民法院院长、党组书记。2007年5月，任北京市高级人民法院副院长、党组副书记。2008年1月，任北京市高级人民法院院长、党组书记。
2013年1月，任北京市人民检察院党组书记。2013年2月，任北京市人民检察院检察长、党组书记。2016年1月，卸任北京市人民检察院检察长职务，由敬大力接任。
2008年，当选为第十一届全国人民代表大会北京地区代表。2013年，当选为第十二届全国人民代表大会北京地区代表。